# E. K. Johnston
Emily Kate Johnston, que publica com a E. K. Johnston, és una autora canadenca i arqueòloga forense.

## Carrera
Johnston va començar a escriure fanficció el 2002 i va escriure el seu primer manuscrit el 2009. El seu primer llibre, The Story of Owen: Dragon Slayer of Trondheim, es va publicar el 2014 i se situa en un Ontario alternatiu a l'actual, on els dracs són reals i una amenaça. La ressenya del New York Times va definir el llibre "un primer pas intel·ligent en la carrera d'una novel·lista que […] té moltes més cançons per cantar", va ser nominada al Premi William C. Morris el 2015. La va seguir una seqüela, Prairie Fire, el 2015.
El tercer llibre de Johnston va ser A Thousand Nights, una nova narració de Les mil i una nits. Les descripcions del desert de C.S. Lewis a El cavall i el noi van inspirar Johnston a escriure la seva pròpia novel·la ambientada al desert. El 2016 es va fer un llibre complementari, Spindle, que va ser una reinterpretació de la Bella Dorment.
La seva cinquena novel·la, Exit, Pursued By A Bear, es va publicar el 2016. Inspirada per Shakespeare El conte d'hivern, que explica la història de la capitana líder Hermione Winters, qui descobreix que està embarassada després d'haver estar assaltada sexualment en una festa de campament. Es va escriure parcialment com a desafiament i parcialment com a resposta al projecte de llei de 2013 de Stephen Woodworth per tornar a criminalitzar l'avortament. Va ser destacat entre els llibres de l'any per diverses organitzacions, incloses Publishers Weekly i la Biblioteca Pública de Nova York. Va guanyar el premi Amy Mathers Teen Book Award del Canadian Children's Book Centre el 2017.
Van demanar a Johnston, fan de La guerra de les galàxies, que escrivís un llibre sobre el personatge d'Ahsoka Tano. Publicada l'octubre de 2016, Ahsoka omple un buit entre les seves aparicions a The Clone Wars i Rebels. La seva segona novel·la de la Guerra de les Galàxies, Queen's Shadow, es va publicar el març del 2019. Protagonitzat per Padmé Amidala, Queen's Shadow se situa en els anys que van transcórrer entre els esdeveniments de The Phantom Menace i L'atac dels clons. A més, també ha escrit la història By Whatever Sun, centrada en Miara Larte, un personatge que Johnston va crear a Ahsoka, i que es va ambientar durant els esdeveniments d’Una nova esperança. Johnston va publicar una altra novel·la de Star Wars, Queen's Peril, el 2 de juny de 2020.
Johnston descriu la seva novel·la That Inevitable Victorian Thing com un "romanç idealista canadenc de ciència-ficció d'un futur proper". Es va publicar el 2017.
Acredita la seva disciplina en escriptura acadèmica per ajudar-la a gestionar el temps mentre escriu prosa; i afirma que és una escriptora ràpida: va escriure A Thousand Nights en "uns 20 dies", i escriu amb poca pertorbació. Aconsella escriptors primerencs i joves que aprenguin a acabar projectes com a pràctica d’autodisciplina i edició.
Els seus autors preferits són Jo Graham, Elizabeth Wein, Tessa Gratton, Kiersten White, Madeleine L'Engle, J. R. R. Tolkien, David Eddings, CS Lewis i Holly Black. Toca el saxo alt i el clarinet.

### Novel·les
- La història d'Owen: Dragon Slayer of Trondheim (2014)
- Prairie Fire (2015)
- A Thousand Nights (2015)
- Spindle (2016) - també publicat com a Kingdom of Sleep
- Exit, Pursued By A Bear (2016)
- That Inevitable Victorian Thing (2017)
- The Afterward (2019)

### Històries curtes
- Work In Progress (2017) a Three Sides of A Heart: Stories about Love Triangles, editat per Natalie Parker

### La guerra de les galàxies
- Ahsoka (2016)
- By Whatever Sun (2017), relat curt a From A Certain Point Of View
- Queen's Shadow (2019)
- Queen's Peril (2020)

## Premis
- 2015: Premi William C. Morris, preseleccionat (The Story of Owen: Dragon Slayer of Trondheim)
- 2017: premi Amy Mathers Teen Book el 2017, guanyador (Exit, Pursued By A Bear)